# Lars Kraume

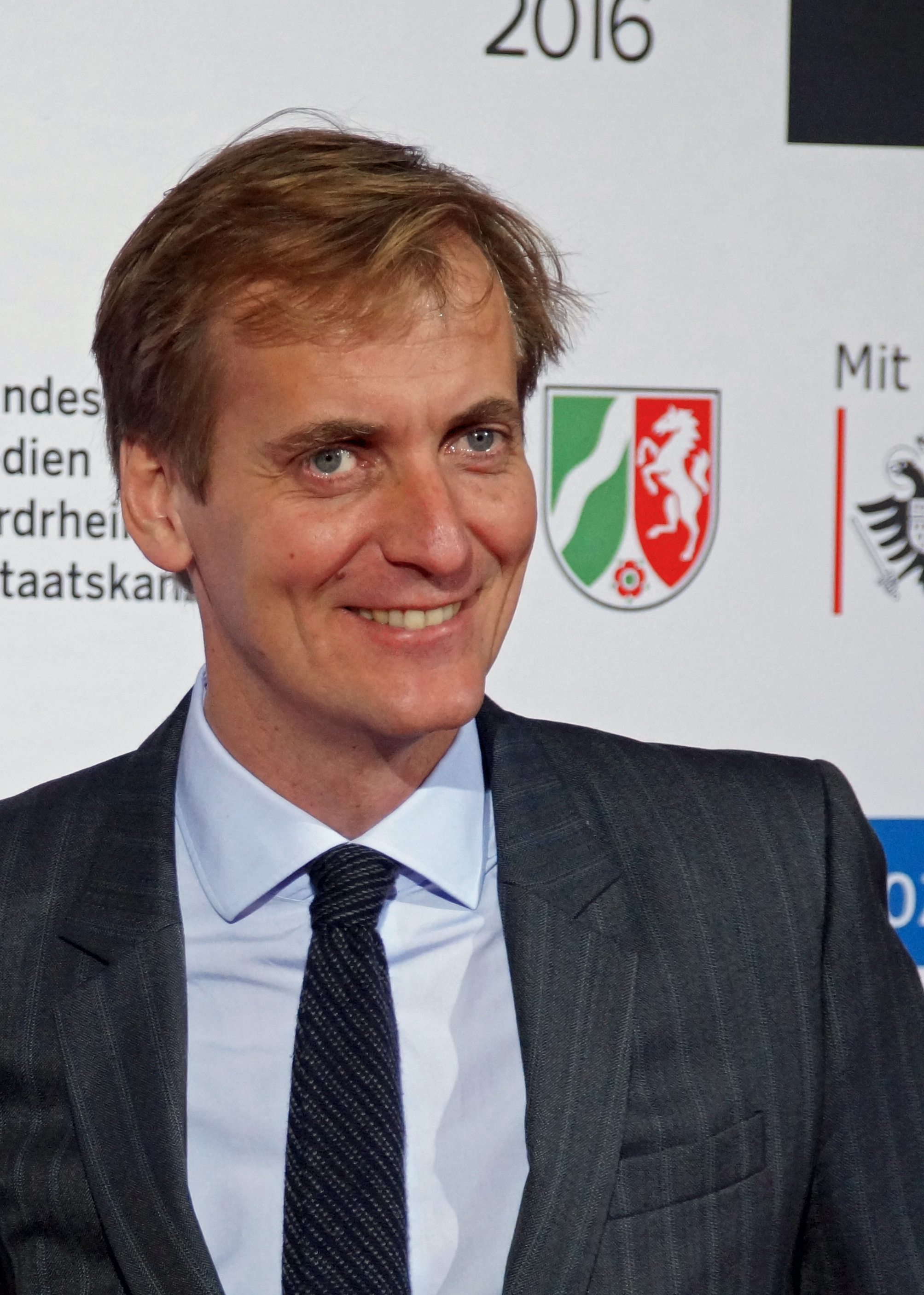
Lars Kraume bei der Preisverleihung der Deutschen Akademie für Fernsehen 2015

Lars Kraume (* 24. Februar 1973 in Chieti, Italien) ist ein deutscher Regisseur, Produzent und Drehbuchautor.

## Werdegang
Lars Kraume wuchs in Frankfurt am Main auf, wohin seine Eltern zurückkehrten, nachdem sie einige Jahre in Italien gelebt und gearbeitet hatten. Durch seinen Vater, der nach einem Kunststudium in der Werbung tätig war, wurde Kraume schon während seiner Schulzeit an Fotografie und Film herangeführt. Nach dem Abitur arbeitete er zunächst zwei Jahre als selbstständiger Fotograf. Ein Kurzfilm, den er mit 17 gedreht hatte, ermöglichte ihm den Sprung an die Deutsche Film- und Fernsehakademie Berlin, wo er ab 1994 ein vierjähriges Studium absolvierte. Für seinen Studienabschlussfilm Dunckel (1998), der am 28. Oktober 1999 TV-Premiere hatte, erhielt er 2000 den Adolf-Grimme-Preis. Sein Fernseh-Psychodrama Guten Morgen, Herr Grothe wurde 2007 mit dem Deutschen Fernsehpreis und 2008 mit dem Adolf-Grimme-Preis ausgezeichnet.
Nach einem Jahrzehnt, in dem er vorwiegend Tatort-Folgen drehte, wandte sich Kraume verstärkt Stoffen der Zeitgeschichte zu. Gleich der Auftakt, Der Staat gegen Fritz Bauer, war erfolgreich; 2016 gewann er mit dem Film sechs Deutsche Filmpreise, darunter die für den Besten Film und die Beste Regie. Mit Das schweigende Klassenzimmer, das ebenfalls auf historischen Tatsachen beruht, wechselte Kraume lediglich von Deutschland West nach Deutschland Ost, blieb aber in der gleichen Dekade, den 1950er Jahren. Noch weiter zurück in die deutsche Geschichte, zum ersten Genozid des 20. Jahrhunderts, ging sein auf der Berlinale 2023 präsentierter Spielfilm Der vermessene Mensch, der auf dem Roman Morenga von Uwe Timm basiert.
Einen zweiten Schwerpunkt der neueren Arbeiten Kraumes bilden seine Verfilmungen von Dramen Ferdinand von Schirachs. Sie werfen brisante moralische Fragen auf, die in ihrer Zuspitzung nicht unumstritten sind, unter anderem weil sie – wie die zahlreichen Theaterinszenierungen auch – den Zuschauer direkt zur interaktiven Entscheidung auffordern. So behandelte Terror – Ihr Urteil (17. Oktober 2016, ARD) das Dilemma, ob die Tat eines Einzelnen zu rechtfertigen ist, der entgegen anders lautendem Befehl einen drohenden Terrorakt mit einer Vielzahl zu erwartender Todesfälle abzuwenden versucht, indem er eine geringere Zahl an Menschenleben an ihrer statt opfert. Gott (23. November 2020, ARD) rückte das Thema der Sterbehilfe in den Fokus, durch das Urteil des Bundesverfassungsgerichts vom 26. Februar 2020 zwar entkriminalisiert, im Film jedoch dahingehend zugespitzt, dass der Wunsch nach Beihilfe zum Suizid von einem Menschen geäußert wird, der nach einem Schicksalsschlag „nur“ seelisch, aber nicht massiv körperlich leidet.
Kraume lebt seit 1994 in Berlin, ist Vater zweier Söhne und verheiratet mit der Kunsthistorikerin Lena Kiessler, die ihn in seiner Arbeit berät und als Co-Autorin am Drehbuch für seine Fernsehserie Die Neue Zeit mitwirkte.

## Filmografie
- 1996: Life Is Too Short to Dance with Ugly Women (Regie und Drehbuch) – Preis der Stadt Turin beim Torino International Festival of Young Cinema 1997
- 1998: Dunckel (Regie und Drehbuch)
- 1999: Der Mörder meiner Mutter (Regie)
- 1999: Countdown zum Mord (Regie)
- 2001: Viktor Vogel – Commercial Man (Regie und Drehbuch)
- 2003: Tatort: Sag nichts (Regie)
- 2005: Tatort: Wo ist Max Gravert? (Regie und Drehbuch)
- 2005: Kismet – Würfel Dein Leben! (Regie)
- 2005: Keine Lieder über Liebe (Regie, Produktion und Drehbuch)
- 2007: Guten Morgen, Herr Grothe (Regie)
- 2007: KDD – Kriminaldauerdienst (Regie Folgen 3–6 und Drehbuch)
- 2008: Tatort: Der frühe Abschied (Regie)
- 2010: Die kommenden Tage (Regie, Produktion und Drehbuch)
- 2011: Tatort: Eine bessere Welt (Regie und Drehbuch)
- 2011: Tatort: Der Tote im Nachtzug (Regie und Drehbuch)
- 2012: Tatort: Es ist böse (Drehbuch)
- 2012: Tatort: Im Namen des Vaters (Regie und Drehbuch)
- 2013: Meine Schwestern (Regie und Produktion)
- 2013: Tatort: Wer das Schweigen bricht (Drehbuch)
- 2013: Tatort: Borowski und der brennende Mann (Regie)
- 2014: Tatort: Der Hammer (Regie und Drehbuch)
- 2015: Der Staat gegen Fritz Bauer (Regie; Drehbuch zusammen mit Olivier Guez)
- 2015: Familienfest (Regie)[4]
- 2015: Dengler: Die letzte Flucht (Regie und Drehbuch)
- 2016: Dengler: Am zwölften Tag (Regie; Drehbuch zusammen mit Wolfgang Schorlau)
- 2016: Terror – Ihr Urteil (Regie und Drehbuch)
- 2017: Dengler: Die schützende Hand (Regie und Drehbuch)
- 2017: Der König von Berlin (Regie, Drehbuch)
- 2018: Das schweigende Klassenzimmer (Regie, Drehbuch)
- 2018: Das schönste Mädchen der Welt (Drehbuch)
- 2018: Dengler: Fremde Wasser (Drehbuch, zusammen mit Wolfgang Schorlau)
- 2019: Die Neue Zeit (Fernsehserie, Regie)
- 2020: Gott von Ferdinand von Schirach (Regie)
- 2021: Furia (Fernsehserie, Regie)
- 2023: Der vermessene Mensch (Regie, Drehbuch)
- 2023: Die Unschärferelation der Liebe (Regie, Drehbuch zusammen mit Dorothee Schön)
- 2024: Tatort: Schweigen (Regie)
- 2025: Tatort: Borowski und das Haupt der Medusa (Regie)

## Auszeichnungen
- 1997: Internationales Filmfestival des jungen Kinos Turin – Preis der Stadt Turin (Bester internationaler Kurzfilm) für Life Is Too Short to Dance with Ugly Women
- 1998: Studio Hamburg Nachwuchspreis für Dunckel
- 2000: Adolf-Grimme-Preis in der Kategorie Fiktion/Entertainment für Dunckel als Regisseur/Drehbuchautor, gemeinsam mit Andreas Doub (Kamera) und Oliver Korittke (Darsteller)
- 2006: Deutscher Fernsehkrimipreis – Publikumspreis für die Tatort-Episode Wo ist Max Gravert?
- 2007: Deutscher Fernsehpreis in der Kategorie Beste Regie für Guten Morgen, Herr Grothe
- 2007: Fernsehfilmpreis der Deutschen Akademie der Darstellenden Künste für Guten Morgen, Herr Grothe
- 2008: Adolf-Grimme-Preis in der Kategorie Fiktion für Guten Morgen, Herr Grothe als Regisseur, gemeinsam mit Beate Langmaack (Buch), Nessie Nesslauer (Casting) und Sebastian Blomberg und Ludwig Trepte (Darstellung)
- 2015: Günter Rohrbach Filmpreis für Der Staat gegen Fritz Bauer als Regisseur, gemeinsam mit Thomas Kufus (Produzent)
- 2015: Hessischer Filmpreis in der Kategorie Bester Film für Der Staat gegen Fritz Bauer
- 2016: Deutscher Filmpreis in der Kategorie Beste Regie für Der Staat gegen Fritz Bauer
- 2017: Deutscher Fernsehpreis für Terror – Ihr Urteil (ARD) und Familienfest (ZDF)
- 2018: Friedenspreis des Deutschen Films – Die Brücke für Das schweigende Klassenzimmer[5]